# Museo Argentino de Ciencias Naturales Bernardino Rivadavia
Das Museo Argentino de Ciencias Naturales Bernardino Rivadavia (deutsch: Argentinisches Naturwissenschaftsmuseum „Bernardino Rivadavia“) in Buenos Aires ist ein Naturkundemuseum und Forschungsinstitut.

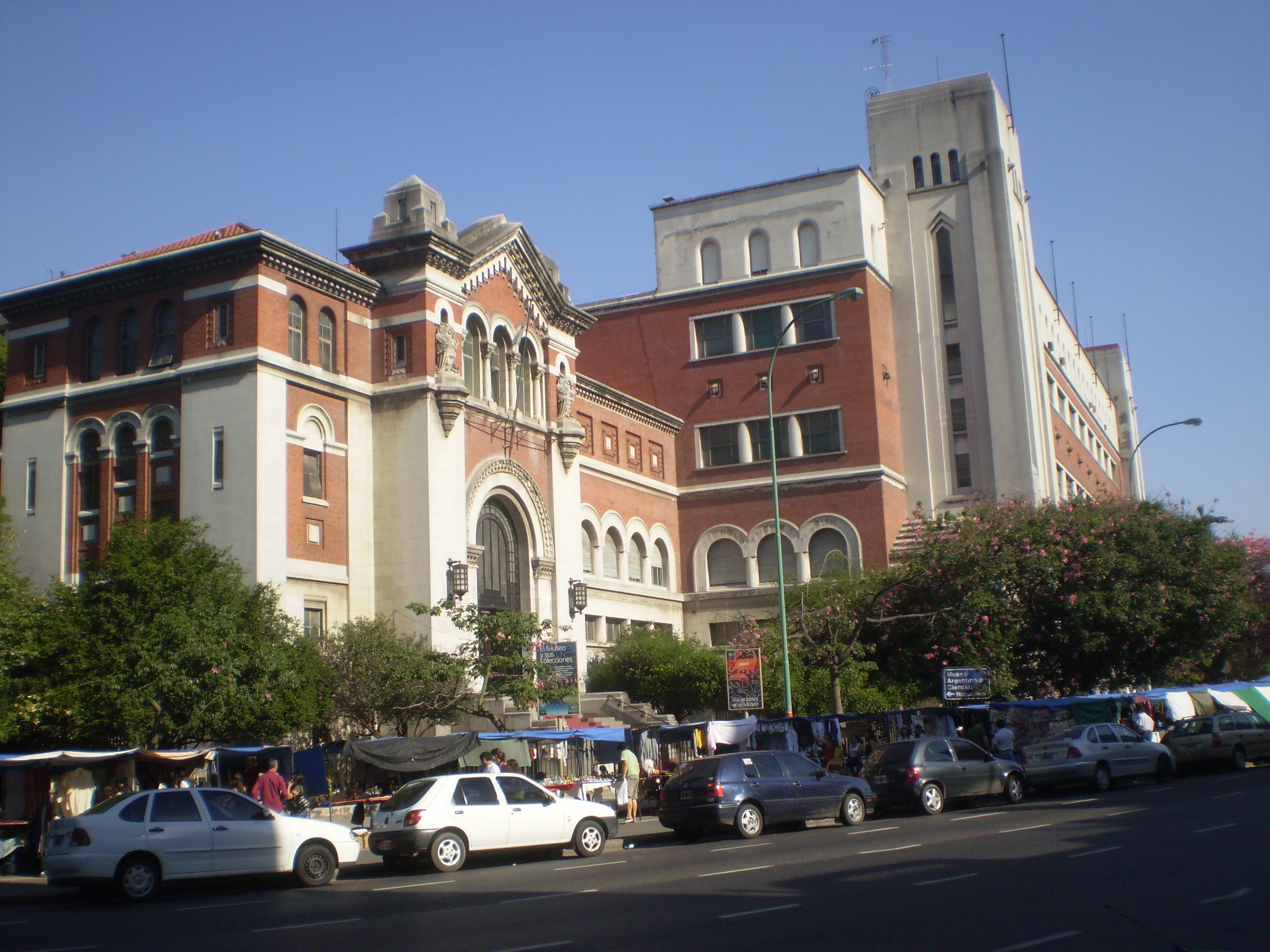
Naturkundemuseum Bernardino Rivadavia

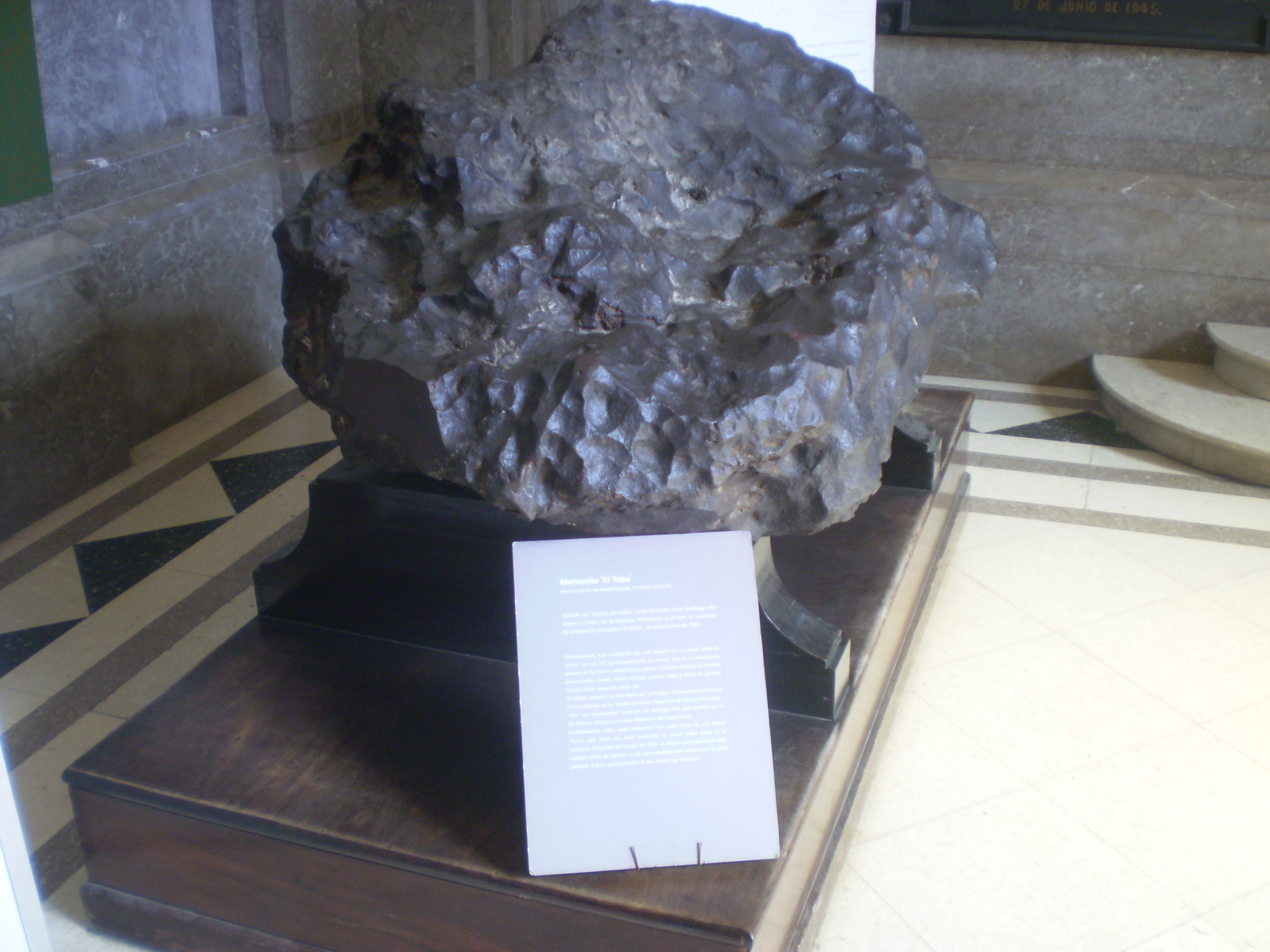
Meteorit 'El Toba' im Museum

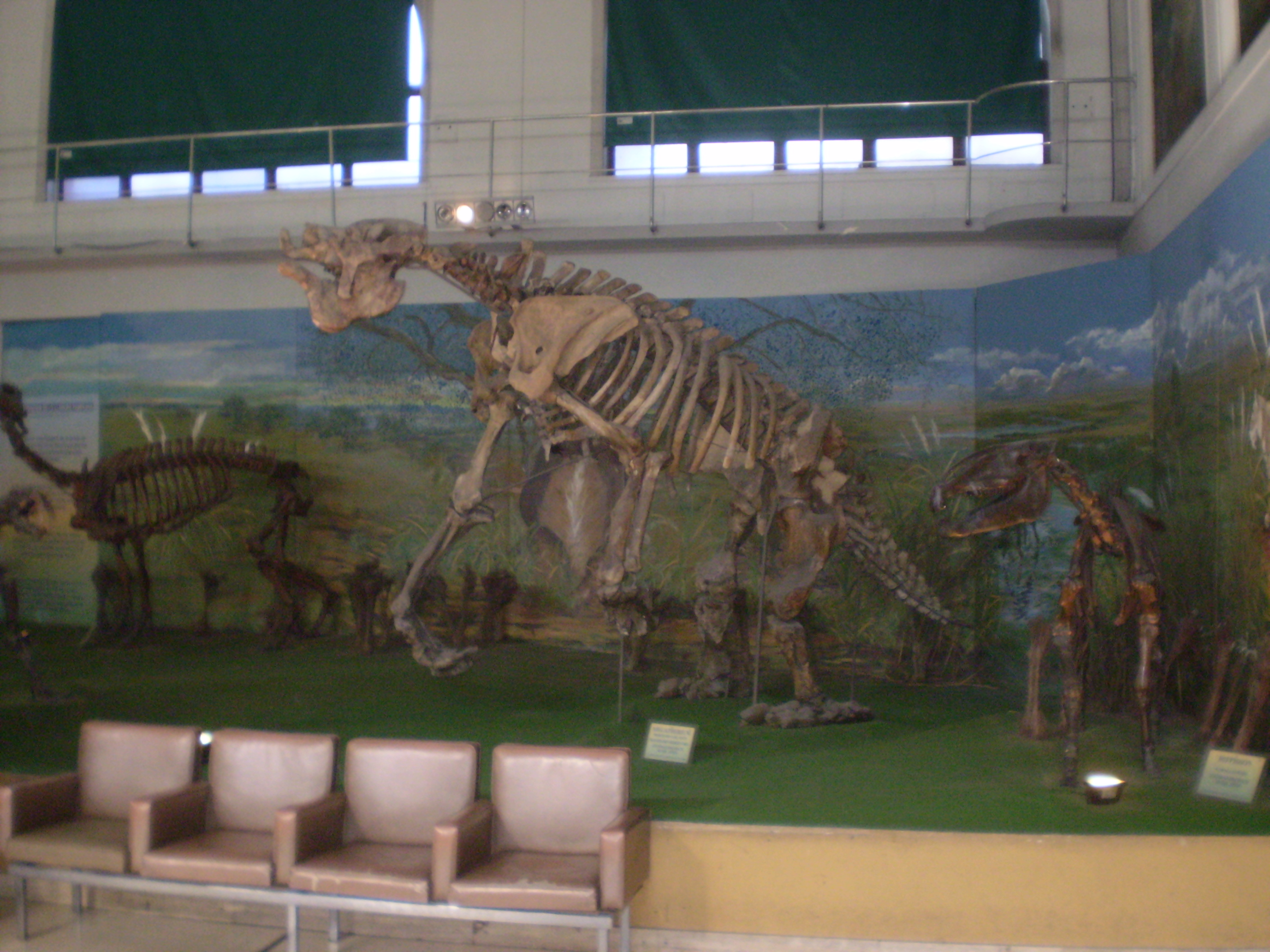
Fossile Säugetiere im Museum

## Exponate
Im Museum sind Exponate aus der spezifischen fossilen Säugetierfauna des Tertiärs (wie Glyptodon, Smilodon und Megatherium), für die Argentinien seit dem 19. Jahrhundert bekannt ist, und Dinosaurierfunde aus Patagonien (die Argentinien ebenfalls in der Paläontologie bekannt gemacht haben) ausgestellt, wie Carnotaurus, Eoraptor, Patagosaurus, Herrerasaurus.
Auch Meteoritenfunde und Exponate aus dem argentinischen Engagement in der Antarktis finden sich im Museum, ebenso wie ein Aquarium und eine Bibliothek.

## Geschichte
Das Museum ist nach Bernardino Rivadavia benannt, dem ersten Präsident von Argentinien, auf dessen Initiative hin das Museum 1826 in einem ehemaligen Dominikanerkloster gegründet wurde. Es enthielt zoologische, botanische und mineralogische Sammlungen und ein von Ottaviano Fabrizio Mossotti (der dort 1828 bis 1835 war) eingerichtetes Observatorium, das erste in Argentinien, eine Wetterstation und ein Experimentalphysiklabor.
1835 musste das Museum umziehen, da unter dem Präsidenten Juan Manuel de Rosas die Dominikaner ihr Kloster zurückerhielten. Nach de Rosas Ablösung 1852 nahm das Museum einen neuen Aufschwung und zog 1854 in die ehemalige Jesuiten-Akademie.
Museumsdirektor wurde im Jahr 1862 der deutsche Zoologe Hermann Burmeister (1807–1892), der seit 1857 auf Empfehlung von Alexander von Humboldt (der das Museum in den 1820er Jahren besucht hatte) im Land war. Burmeister hatte 1864 die argentinische paläontologische Gesellschaft gegründet. Im Jahr 1874 gründete er die Zeitschrift des Museums.
Neue Gebäude für die expandierenden Sammlungen wurden Mitte der 1920er Jahre gebaut und ebenso unter Juan Perón in den 1940er Jahren.
Seit 1996 wird das Museum vom nationalen argentinischen Forschungsrat CONICET betrieben.

## Sitz
Das Museum steht an der Avenida Ángel Gallardo am Parque del Centenario in Buenos Aires.